# Hironori Saruta
Hironori Saruta (猿田 浩得 Saruta Hironori?), född 28 oktober 1982 i Hiroshima prefektur, är en japansk före detta fotbollsspelare.
Saruta började sin karriär 2005 i Ehime FC. Efter Ehime FC spelade han för YKK AP, Balestier Khalsa FC, Sriracha FC, Bangkok Glass FC, Port FC, Chiangrai United FC och Udon Thani FC. Han avslutade karriären 2017.